# Tripolis (Řecko)
Tripoli (řecky Τρίπολη, do 19. století  Τριπολιτσά ,  Τρίπολις , italsky Tripolizza) je město v Řecku, v Peloponéském kraji Arkádie, jejímž je i hlavním městem. Žije zde 25 520 obyvatel.

## Název
Původ jména Tripolitsa je pravděpodobně slovanský, protože se město původně nazývalo Droboglitsa (Δρομπογλίτσα), což se mělo postupně Řeky komolit na Ντροπολιτσά (Dropolitsa) a konečně na Tripolitsa (Τριπολιτσά), tedy v překladu z řečtiny Tři městečka. Název pochází ze slovanského drobol (dub). Jméno však může být i řeckého původu; z řeckých slov Treis a poleis, tedy zmíněná Tři města, což potvrzují i archeologické nálezy, kde se zjistilo, že město vzniklo spojením několika osad. Město bylo někdy nazývané také jako Ydropolitsa (Υδροπολιτσά), tedy Vodní městečko.

## Historie

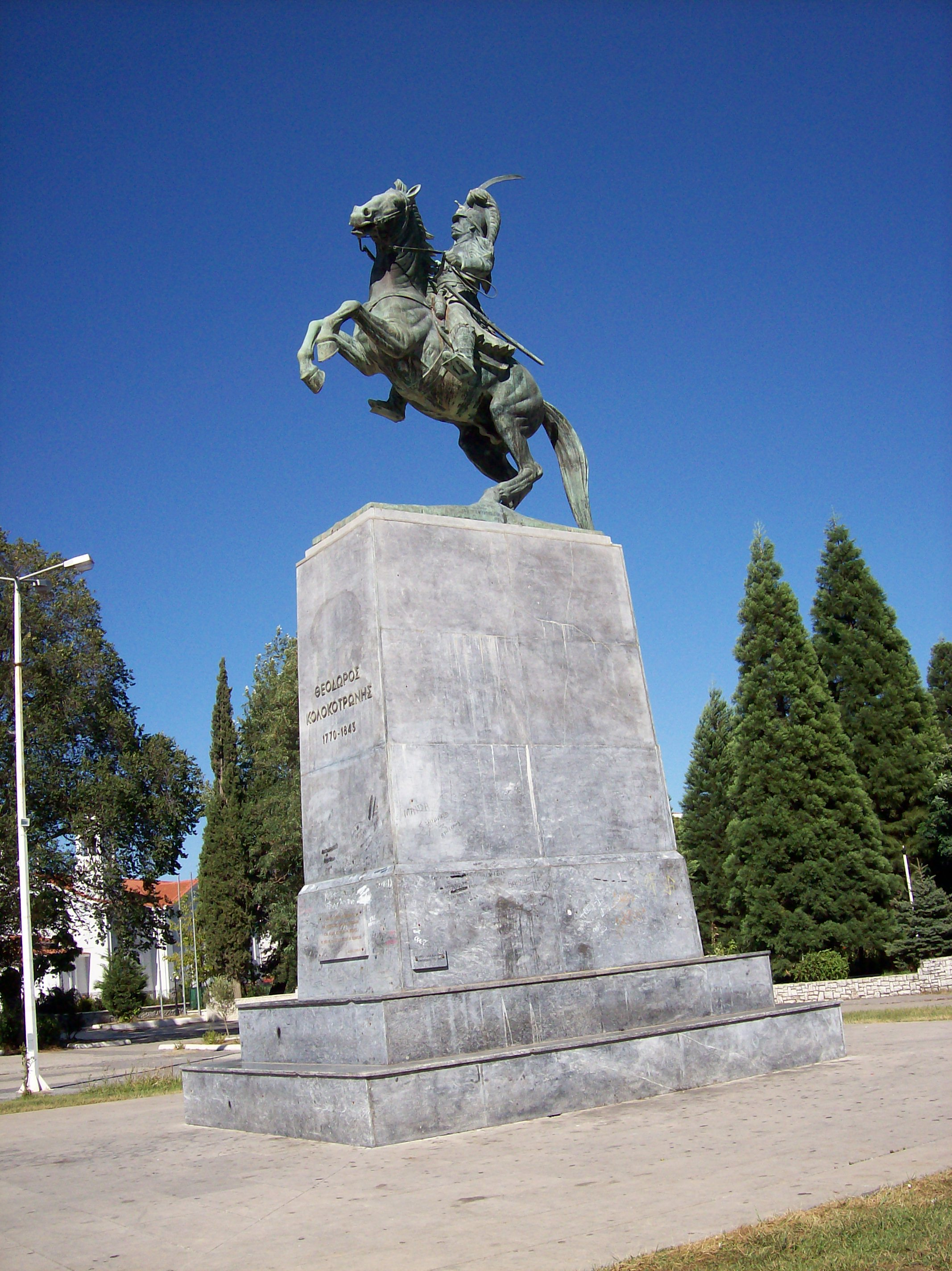
Kolokotronisova socha

Tripoli vzniklo mezi 8.–10. stoletím, kdy zde vznikla malá slovanská osada. Peloponésští Slované, kteří zde žili od 6. století, byli totiž definitivně poraženi a byzantská vláda většinu z nich odsunula pryč a zbytek co zůstal se trvale usadil nebo uprchl do hor. Malá slovanská osada na území dnešního Tripoli se později spojila s několika početnějšími řeckými osadami a Slované s Řeky splynuli a zanikli.
Později se osada, kvůli přelidnění, přesunula o pár kilometrů. Skutečné město tu však vzniklo asi v 15. století, tedy během vlády Benátčanů. Ital Stefano Magno popisuje město jako Drobolizza. Největší rozvoj však přišel až během turecké nadvlády, i když už tady Řekové netvořili většinu. V 17. století zde žilo přibližně 20 000 obyvatel, většinu však tvořili muslimové, tedy Turci (spousta z nich byli potomci islamizovaných Řeků) a muslimští Arvaniti, místní Řekové se vystěhovali na venkov. Tripolitsa byla sídlem tureckého místodržícího oblasti Peloponés. V 18. století, Řekové povstali, ale Turci jie porazili a tak obehnali Tripolis hradbami. Turci poté mnoho Řeků ve městě vyvraždili. V roce 1821, během Řecké války za nezávislost, řečtí povstalci pod vedením Theodora Kolokotronise dobyli město Tripolis a tím zároveň padla turecká správa nad Peloponésem. Řekové mnoho muslimů ve městě vyvraždili. Arvaniti a Turci, kteří přežili, utekli do Malé Asie.
Řekové dále zničili všechny městské mešity.
Po osvobození Řecka v roce 1830 mělo město Tripoli pouze 3 380 obyvatel, všichni byli Řekové. Do konce 19. století se ve městě usadili Řekové z nedalekých venkovských krajů a přišel sem velký počet Kréťanů. V roce 1831 zde vznikla první škola.